# پرسی ایمز
پرسی ایمز (انگلیسی: Percy Ames; ۱۳ دسامبر ۱۹۳۱ – ۴ دسامبر ۱۹۹۸) بازیکن فوتبال اهل بریتانیا بود.
از باشگاه‌هایی که در آن بازی کرده‌است می‌توان به باشگاه فوتبال رومفورد، باشگاه فوتبال بدفورد تاون، باشگاه فوتبال تاتنهام هاتسپر، و باشگاه فوتبال کولچستر یونایتد اشاره کرد.